# Farges (Ain)
Pour les articles homonymes, voir Farges.
Farges est une commune française, située dans le département de l'Ain en région Auvergne-Rhône-Alpes.

## Géographie
Cette commune fait partie du parc naturel régional du Haut-Jura. Outre le chef-lieu, Farges, la commune compte les hameaux d'Airans, d'Asserans et de Ferruaz.

### Climat
Pour des articles plus généraux, voir Climat d'Auvergne-Rhône-Alpes et Climat de l'Ain.
En 2010, le climat de la commune est de type climat de montagne, selon une étude du CNRS s'appuyant sur une série de données couvrant la période 1971-2000. En 2020, Météo-France publie une typologie des climats de la France métropolitaine dans laquelle la commune est exposée à un climat de montagne ou de marges de montagne et est dans la région climatique Jura, caractérisée par une forte pluviométrie en toutes saisons (1 000 à 1 500 mm/an), des hivers rigoureux et un ensoleillement médiocre.
Pour la période 1971-2000, la température annuelle moyenne est de 10,1 °C, avec une amplitude thermique annuelle de 18,1 °C. Le cumul annuel moyen de précipitations est de 1 407 mm, avec 11,5 jours de précipitations en janvier et 8,9 jours en juillet. Pour la période 1991-2020, la température moyenne annuelle observée sur la station météorologique de Météo-France la plus proche, « Bellegarde », sur la commune de Valserhône à 9 km à vol d'oiseau, est de 11,1 °C et le cumul annuel moyen de précipitations est de 1 184,6 mm,. Pour l'avenir, les paramètres climatiques de la commune estimés pour 2050 selon différents scénarios d'émission de gaz à effet de serre sont consultables sur un site dédié publié par Météo-France en novembre 2022.

## Urbanisme

### Typologie
Au 1er janvier 2024, Farges est catégorisée bourg rural, selon la nouvelle grille communale de densité à 7 niveaux définie par l'Insee en 2022.
Elle appartient à l'unité urbaine de Péron, une agglomération intra-départementale dont elle est une commune de la banlieue,. Par ailleurs la commune fait partie de l'aire d'attraction de Genève - Annemasse (partie française), dont elle est une commune de la couronne,. Cette aire, qui regroupe 158 communes, est catégorisée dans les aires de 700 000 habitants ou plus (hors Paris),.

### Occupation des sols
L'occupation des sols de la commune, telle qu'elle ressort de la base de données européenne d’occupation biophysique des sols Corine Land Cover (CLC), est marquée par l'importance des forêts et milieux semi-naturels (64,2 % en 2018), en diminution par rapport à 1990 (67 %). La répartition détaillée en 2018 est la suivante : 
forêts (62,3 %), zones agricoles hétérogènes (14,5 %), prairies (11,8 %), terres arables (6 %), zones urbanisées (3,6 %), milieux à végétation arbustive et/ou herbacée (1,9 %).
L'évolution de l’occupation des sols de la commune et de ses infrastructures peut être observée sur les différentes représentations cartographiques du territoire : la carte de Cassini (XVIIIe siècle), la carte d'état-major (1820-1866) et les cartes ou photos aériennes de l'IGN pour la période actuelle (1950 à aujourd'hui).

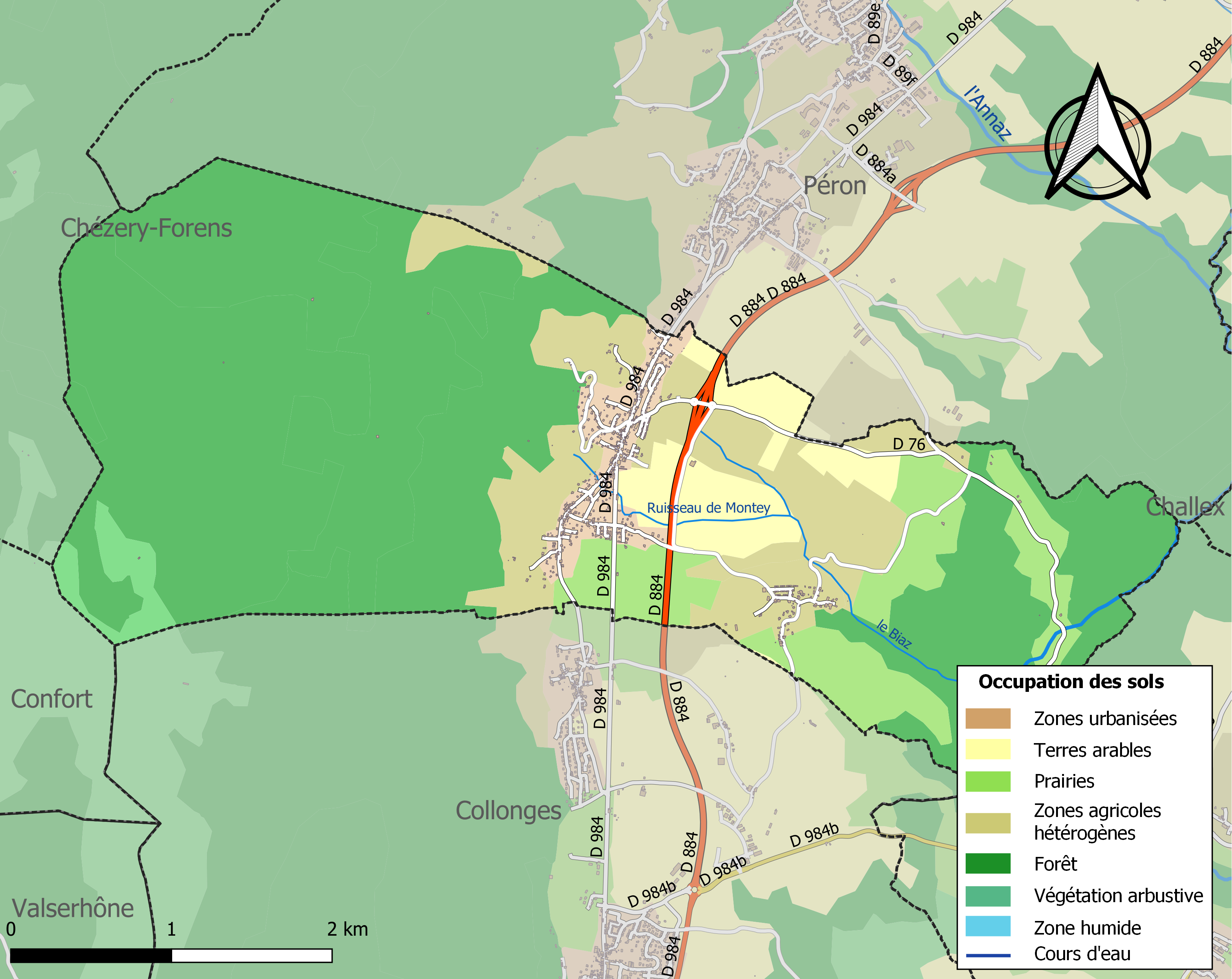
Carte des infrastructures et de l'occupation des sols de la commune en 2018 (CLC).

## Histoire

### Héraldique
| Armes de Farges | Les armes de Farges se blasonnent ainsi : D'argent au sautoir ancré d'azur. Ces armes sont celles des Gribaldi qui furent seigneurs puis conseigneurs de Farges. |

## Toponymie
Farges : su mot latin Făbrĭca, avec métathèse, « atelier d'artisan », à l'origine de notre « fabrique », a principalement désigné une forge.

### Faits historiques
En 1534, Mathieu Gribaldi, un théologien italien originaire de Chieri (en français Quiers), ville du Piémont qui appartenait alors au duché de Savoie comme le pays de Gex, épouse Georgine Carrax (ou Carrat), dame de Farges, et devient le seigneur de ce fief dont le château lui est cédé par le noble sieur Bon Trombert.
En 1536 les Bernois s'emparent de la contrée dont ils entreprennent de convertir la population au protestantisme.
En 1601, le pays de Gex est rattaché par le traité de Lyon au royaume de France. Les anciens fiefs sont rétablis, et celui de Farges est remis la même année aux deux fils survivants de Mathieu Gribaldi, Pompée de Gribald et son frère Jean-Antoine (qui avaient francisé leur patronyme). Le fief s'étend alors des sommets du Jura jusqu'au Rhône et du Fort l'Écluse jusqu'à la rivière l'Annaz.
En 1639, Jean-Antoine de Gribald vend sa moitié indivise à maître Gaspard Desprez, notaire royal, tandis que Vespasien de Gribald, fils de Pompée, avait hérité de la part de son père décédé. En 1663, l'un des deux conseigneurs de Farges est un avocat protestant, Jean-François de Bons.
La municipalité est créée en 1793 (an II de la République) sous le nom de Farge ; elle est rattachée au canton de Collonges. L'orthographe officielle Farges apparaît en 1801. Au XIXe siècle la filleule de Napoléon Ier, Napoléone de Montholon, achète de château de Farges.

### Hameaux

#### Asserens
Ancienne paroisse (Curatus priora-tus d'Asserenz, Asserans) aujourd'hui supprimée. Les religieux de Nantua y possédaient un prieuré (prieuré d'Asserens), qui fut ruiné par les Bernois au commencement du XVIIe siècle.
L'occupation allemande et l'incendie d'Asserans
En août 1944, à l'heure de la libération gessienne, le petit hameau d'Asserans connaît un triste épisode de la Seconde Guerre mondiale. Comme à Valleiry le 17 août, où les troupes allemandes brûlent le village, la tragédie se poursuit à Farges le 18 avec des prises d'otages puis à Asserans le 19, où les habitants vont subir les violences de quelques officiers nerveux, voire revanchards car la France se libère définitivement. Le village sera incendié, les habitants brutalisés et terrorisés, et les frères Mathieu, deux jeunes hommes soupçonnés d'aider les maquisards, seront assassinés, l'un des deux ayant été torturé avant.

## Politique et administration

### Découpage territorial
La commune de Farges est membre de l'intercommunalité Pays de Gex Agglo, un établissement public de coopération intercommunale (EPCI) à fiscalité propre créé le 31 mai 1995 dont le siège est à Gex. Ce dernier est par ailleurs membre d'autres groupements intercommunaux.
Sur le plan administratif, elle est rattachée à l'arrondissement de Gex, au département de l'Ain et à la région Auvergne-Rhône-Alpes. Sur le plan électoral, elle dépend du  canton de Thoiry pour l'élection des conseillers départementaux, depuis le redécoupage cantonal de 2014 entré en vigueur en 2015, et de la troisième circonscription de l'Ain  pour les élections législatives, depuis le dernier découpage électoral de 2010.

### Administration municipale

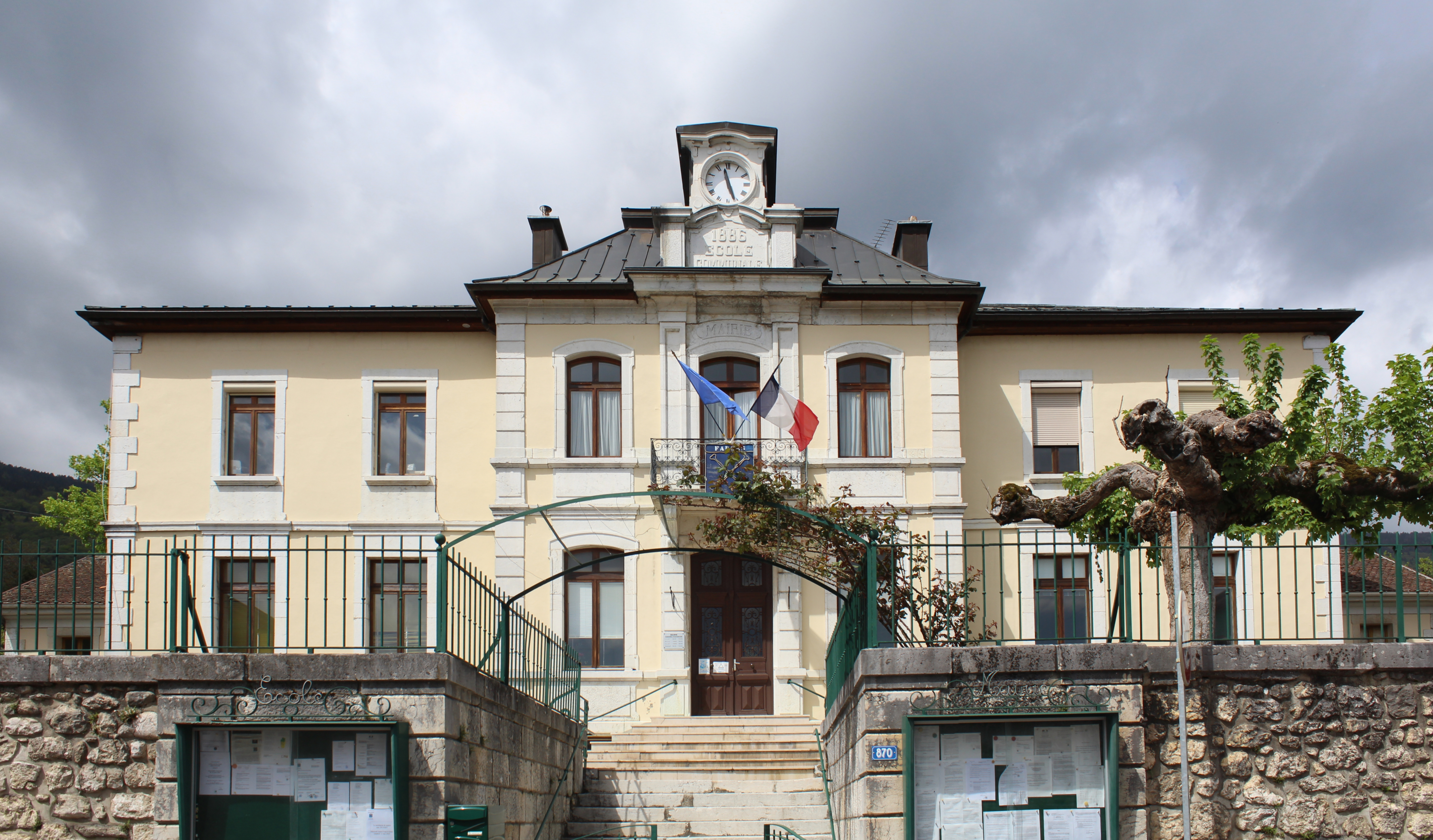
Mairie.

| Période   | Période  | Identité          | Étiquette | Qualité       |
| --------- | -------- | ----------------- | --------- | ------------- |
|           | 1890     | De Lapeyrouse     |           |               |
| 1892      | 1897     | Isidore Mermillon |           |               |
| 1897      | mai 1908 | Louis Galay       |           |               |
| juin 1908 | 1919     | Jules Cuzin       |           |               |
| 1919      | 1925     | François Durovray |           |               |
| 1925      |          | Pierre Malfant    |           |               |
|           |          |                   |           |               |
| 2001      | 2014     | Daniel Juliet     |           | Réélu en 2008 |
| 2014      | En cours | Monique Graziotti | SE        | Fonctionnaire |

## Démographie
L'évolution du nombre d'habitants est connue à travers les recensements de la population effectués dans la commune depuis 1793. Pour les communes de moins de 10 000 habitants, une enquête de recensement portant sur toute la population est réalisée tous les cinq ans, les populations de référence des années intermédiaires étant quant à elles estimées par interpolation ou extrapolation. Pour la commune, le premier recensement exhaustif entrant dans le cadre du nouveau dispositif a été réalisé en 2005.
En 2022, la commune comptait 1 065 habitants, en évolution de +5,13 % par rapport à 2016 (Ain : +5,15 %, France hors Mayotte : +2,11 %).
| 1793 | 1800 | 1806 | 1821 | 1831 | 1836 | 1841 | 1846 | 1851 |
| ---- | ---- | ---- | ---- | ---- | ---- | ---- | ---- | ---- |
| 433  | 552  | 631  | 637  | 732  | 714  | 792  | 767  | 723  |

| 1856 | 1861 | 1866 | 1872 | 1876 | 1881 | 1886 | 1891 | 1896 |
| ---- | ---- | ---- | ---- | ---- | ---- | ---- | ---- | ---- |
| 720  | 654  | 640  | 628  | 615  | 609  | 627  | 573  | 726  |

| 1901 | 1906 | 1911 | 1921 | 1926 | 1931 | 1936 | 1946 | 1954 |
| ---- | ---- | ---- | ---- | ---- | ---- | ---- | ---- | ---- |
| 509  | 454  | 436  | 383  | 408  | 385  | 388  | 317  | 335  |

| 1962 | 1968 | 1975 | 1982 | 1990 | 1999 | 2005 | 2006 | 2010 |
| ---- | ---- | ---- | ---- | ---- | ---- | ---- | ---- | ---- |
| 365  | 415  | 456  | 480  | 559  | 594  | 779  | 795  | 854  |

| 2015 | 2020  | 2022  | - | - | - | - | - | - |
| ---- | ----- | ----- | - | - | - | - | - | - |
| 999  | 1 053 | 1 065 | - | - | - | - | - | - |

## Lieux et monuments

### Patrimoine naturel

#### La pierre à Baptiste
La pierre à cupules dite pierre à Baptiste, datant du néolithique, est un bloc erratique glaciaire (Würmien), d'origine alpine, présentant une série de cupules reliées par une rigole. D'après certains auteurs ces ensembles cupules-rigoles servaient à recueillir le sang lors de sacrifices en guidant celui-ci vers la déesse mère afin de la féconder. Dans des cas révélés la disposition des cupules représente des éléments de la voûte céleste.

#### Les gouffres

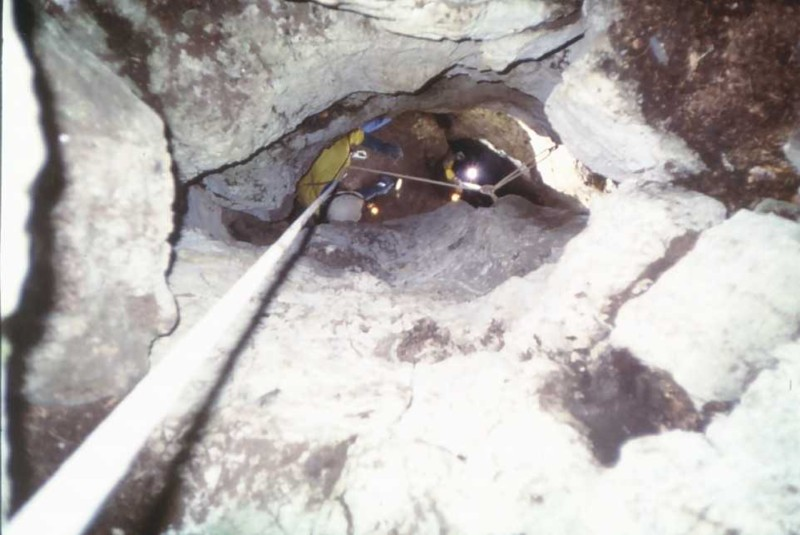
Entrée du gouffre de la Rasse.

On trouve sur le versant est du Grand Crêt d'Eau de nombreux gouffres dont le gouffre de la Rasse, le plus profond (690 m) du Jura français et suisse, le gouffre Lévrier, le gouffre Bouchet, le gouffre du Charmy, le gouffre des Grands Cerfs. Le gouffre de la Donde à la Dame tire son nom d'une histoire locale qui selon laquelle, un valet jaloux de sa maitresse précipita cheval et cavalière dans le précipice...
Un squelette d'aurochs (l'ancêtre des vaches) fut mis au jour au gouffre du Crâne par les spéléologues de Bellegarde, cette découverte permit après datation au carbone 14 de préciser qu'entre 5 et 225 apr. J.-C. le Jura était fréquenté par cet animal actuellement disparu.

### Monuments

#### L'égliseSaint-Brice
L'église date du début du XVIIIe siècle. Son clocher, construit en bois en 1727 a été remplacé par un clocher en maçonnerie au début du XIXe siècle.

#### Le château de Farges
Le château de Farges a été bâti pour partie au XIVe siècle. Occupé dans la deuxième moitié du XIXe siècle par Napoléone de Montholon puis par son fils Amblard de Lapeyrouse, il a été transformé au XXe siècle en un hôtel-restaurant réputé. Abandonné à la fin des années 1990, il a été racheté en 2012 par un promoteur immobilier.

#### Place Barack-Obama
La place Barack-Obama, au lieu-dit du parking-derrière-l'église, est la première du nom en France.

## Personnalités liées à la commune

### Mathieu Gribaldi
Mathieu Gribaldi, ayant dû quitter l'Italie à cause de ses opinions religieuses, s'est installé au château de Farges vers 1535. Rejetant le dogme de la Trinité et niant la divinité du Christ, il se brouille avec Calvin, installé dans la Genève voisine, en 1553. Il est mort à Farges en 1564. Sa doctrine est encore d'actualité en Transylvanie, en Angleterre et aux États-Unis. Son ami Giovanni Valentino Gentile fut décapité pour avoir répandu les mêmes idées.

### Napoléone de Montholon
Napoléone de Montholon, née le 18 juin 1816 à Longwood (Île de Sainte-Hélène), résidence d'exil de l'empereur, était la filleule de Napoléon Ier. Elle fut aussi une proche de Napoléon III. Veuve, Napoléone s'est remariée en 1846 avec le comte de Lapeyrouse, à 30 ans, et c'est en 1853 qu'elle achète le château de Farges. Elle y résidera jusqu'en 1888. Son fils, Amblard, sera maire éphémère de la commune de 1888 à 1890, date à laquelle le château sera vendu. Napoléone décédera ensuite à Aix-en-Provence en 1907, mais aura marqué la vie fargeoise durant 35 ans.